# Hans Landsberger
Pour les articles homonymes, voir Landsberger.
Hans Landsberger (né le 20 août 1890 à Berlin, mort le 8 janvier 1941 au camp de Gurs) est un compositeur allemand.

## Biographie
Landsberger va dans un gymnasium de Berlin puis après l'Abitur en 1909 à l'université de Berlin. Le 30 avril 1914, il s'inscrit à l'université de Rostock et commence à étudier la musique dans le prochain semestre d'été. En 1920, il y reçoit son doctorat avec une thèse de doctorat intitulée Les Cantates séculières de G. Ph. Teleman.
La même année 1920, Landsberger retourne à Berlin et noue des contacts dans l'industrie cinématographique. En seulement deux ans, il compose la musique pour quatre films, dont deux sont des grandes productions : Anne Boleyn réalisé par Ernst Lubitsch, où Landsberger assure également la direction musicale, et une musique symphonique pour Le Golem de Paul Wegener et Carl Boese,,. On pensait que les deux compositions originales étaient perdues. En 2018, le musicien Richard Siedhoff découvre la musique originale du Golem, et la reconstruit pour de petits et grands orchestres. La version pour petit orchestre est créée le 3 septembre 2020 au Théâtre national allemand de Weimar sous la direction de Burkhard Götze dans le cadre du Kunstfest Weimar (de) et de la rétrospective annuelle du cinéma muet du Lichthaus Kinos Weimar. Après sa partition de 1921 pour le kammerspiel Escalier de service, Landsberger n'écrit plus de musique de film. Dans les années 1930, il travaille comme directeur de production pour UFA et Paramount et comme directeur d'établissement.
Après l'arrivée du nazisme 1933, en raison de son ascendance juive, il émigre à Barcelone, où il est directeur adjoint de la filiale de Paramount. Lorsque la guerre civile espagnole apparaît en 1936, il s'enfuit dans le sud de la France. En 1937, Landsberger épouse à Paris en secondes noces Margarete Luise Scheyer (née Hirschland), qu'il avait déjà rencontrée à Barcelone. Lorsque la Seconde Guerre mondiale éclate en 1939, Landsberger est interné au camp d'internement des Milles près d'Aix en Provence, puis libéré fin 1939 et retenu aux Milles après l'invasion allemande de la France en 1940. À la mi-septembre 1940, il est déporté au camp de Gurs dans les Basses-Pyrénées, dans la partie de la zone libre administrée par le régime de Vichy. Il y meurt le 8 janvier 1941.

## Filmographie
- 1920 : Le Golem
- 1920 : Anne Boleyn
- 1921 : Die Verschwörung zu Genua
- 1921 : Escalier de service